# Museu do permafrost
Museu do pergelissolo é um museu da Rússia, em Igarka, dedicado a glaciologia e à história da cidade também. Entre temas das exposições do museu há o pergelissolo em si, a ferrovia Igarka-Salekhard (objeto de construção do Gulag), e a obra do escritor Viktor Astafiev.